# テン・セカンド・エピック
テン・セカンド・エピック (Ten Second Epic) はカナダ アルバータ州 エドモントン出身の5人組のロックバンド。バンドは2002年に形作られ、メンバーは、Andrew Usenik (ボーカル)、Daniel Carriere (ギター/バックボーカル)、Craig Spelliscy (ギター/バックボーカル)、Sandy MacKinnon (ベース)、Patrick Birtles (ドラム)。
『Count Yourself In / 邦題：カウント・ユア・セルフ・イン』、『Hometown / 邦題：ホームタウン』、『Better Off / 邦題：ベター・オフ』の3枚のフルアルバムをリリースしている。
2014年2月に活動停止を公表。4月には未発表曲を含めたアルバム『Unreleased』をリリース（デジタルダウンロードのみ）。2014年3月から5月にかけてカナダでファイナルツアーを行い、12年間続いたバンド活動を停止した。

## 初期: 2002-2006
バンドは2002年、5人の高校時代の友達同士で始まった。練習はドラマーのPatrick Birtlesの両親の家の地下。エドモントン地域の色々な会場で数回演奏をした後、バンドは『Your Famous Last Words』のEPを、友人 (現在 Shout Out Out Out Out  のメンバー、ニック・コゾブ )とレコーディングをした。
そのEPは5曲入りで、バンドメンバーによってプレスされ、会場で売られた。バンドはカナダ西部で公演をするようになり、やがてエドモントン地域のインディペンデント・レコードレーベル会社、ファーウェイ・レコードから次のアルバム製作を約束された。
バンドはすぐにEP『One More for the Road』を親友たちと録音するためにスタジオに戻った。2004年のEPが出てから、バンドはエドモントン・イベント・センター　で、無料の公演を行った。結局、1600人を収容できる会場にもかかわらず100人以上が中に入れない状態だった。この公演は、エドモントンのメディアの目にとまり、バンドが特別記事として (『SEE Magazine』の「Best Band in Edmonton」に投票された事も含む)扱われるようになった。リリースしてすぐ、ファーウェイ・レコードは閉鎖され、バンドは自主的にＥＰを再リリースした。
『One More for the Road』は、カナダとアメリカ内（ほとんどが公演終了後に販売された）で、4000枚近くの販売数となった。さらにバンドは「Home In The Heartland」の歌の人気を通してオンラインで存在を獲得し始める。バンドの「カナダを延々とツアーする」という長期的な約束（カナダで行われた日程すべてにおいて公演をしたWarped Tour 、カナダ内では複数日オープニングアクトを務めたTaste of Chaosツアーがハイライト）はリリースと同時に行われた。

## Count Yourself In/ 邦題：カウント・ユア・セルフ・イン: 2006-2009
穏やかな『One More for the Road』の成功によって、テン・セカンド・エピックは経験豊富なプロデューサーとの次のレコーディングの可能性を探求した。それはカナダのスーパープロデューサー、Garth Richardsonの耳にも通じていた。しかし、彼のスケジュールは一緒に仕事をするのを邪魔しているようだった。2006年の3月、バンドはCanadian Music Week のショーケース後、トロントからエドモントンの帰路の途中「ガースのプロジェクトがキャンセルになり、すぐに製作をはじめられるならレコードを作ることができる」ということを耳にする。メンバー全員が、仕事や大学に行くために家に戻る予定だったが、レコーディングを始めるためにブリティッシュコロンビア州ギブソンのファームスタジオへ進路を変えた。まだレーベル会社がついておらず、プロジェクトの資金は個人で借金を（銀行や友人、家族から）した。
　録音を終了してすぐ、テン・セカンド・エピックは、ブラック・ボックス・レコーディングス（現Black Box Music）とカナダ内での活動契約を結んだ。リチャードソンとバンドのコラボレーションは、テン・セカンド・エピックの初めてのフルレングスアルバム『Count Yourself In / 邦題：カウント・ユア・セルフ・イン』 (2006年10月10日リリース) となる。
初めてのシングル「Suck It Up, Princess」は友人のコリン・ミニハンによって撮影された。ビデオは800ドルの経費で、ブリティッシュコロンビア州のミッション近くにある捨てられた輸送船で撮影された。12時間の撮影時間内に、バンドは昼間と夜間の撮影をするために、ブリティッシュコロンビア州ラングレーを、ツアーの最終日の合間をぬって旅をした。ビデオはMuchMusicの「ライト・ローテーション」となり、その後視聴者からのリクエストにより「ミディアム・ローテーション」へ昇格した。このビデオはMuchMusicがバンドと音楽のビデオに協力した歴史の出発点と考えられている。
その後のシングルはアルバムの成功を助長した。「Count Yourself In」 はカナダのラジオ番組 Active Rock 内で上位50に割り込み、バンドにとって実質的な放送を獲得する最初のシングルとなった。 歌は、Canadian Association of Broadcasters（CAB）の第11回 Canadian Radio Music Awards の Rock Song of the Yearにノミネートされ、MuchMusicのコンピレーションアルバム『PunchMuch』にも組み込まれた。ビデオは2007年の MuchMusic Video Awards で Best Independent Videoにノミネートされた。「Old Habits Die Hard」のビデオは、バンドにとって MuchMusic Countdown の 上位30位以内に割り込む初めてのビデオとなり、歌は2008年7月30日にカナダでゴールド認定（50,000単位）された コンピレーションアルバム『Big Shiny Tunes 12』に組み込まれた。また、アルバムは2008年 Canadian Independent Music Awards の Best Rock Group のノミネートを獲得した。
アルバムを出すサイクルの間に、バンドは The Spill Canvas、Hedley、 Moneen、Living With Lions、Cartel (US Tour) 、といくつかのカナダツアーをし、Virgin Festival(カルガリー)、Cutting Edge Music Festival
、そして Wakestock (トロント) で、公演をした。

## Hometown/ 邦題：ホームタウン: 2009-2011
彼らの次のレコードのリリースに至るまで、ブラック・ボックス・レコーディングスは2008年10月16日にデジタルリリースのみの『The Virtual EP』をリリースした。 そのEPは
『Count Yourself In / 邦題：カウント・ユア・セルフ・イン』 からの2曲 (「Suck It Up, Princess」と「Boys Will Be Boys」)のリミックスと、さらに『Hometown / 邦題：ホームタウン』 からの2曲(「Yours To Lose」と「Life Times」)がフィーチャーされている。彼らの2番目のフルレングスアルバム『Hometown / 邦題：ホームタウン』は、2009年1月27日、カナダのアルバムチャート初登場16位リリースとなる。その後、日本とヨーロッパでリリースされた。 
初のシングル「Life Times」は、2009年 MuchMusic Video Awards で、MuchLOUD Rock Video of the Year にノミネートされた。Canadian Rock(ラジオ放送局)の支援を依然維持している間、カナダのCHRラジオ局から重要な広告を受けた最初のシングルでもあった。2010年、バンドは、Juno Awardsの Best New Group にノミネートした。長年の友達の LIGHTS をフィーチャーした3番目のシングル「EVERY DAY」は、 MuchMusic Video Awards の MuchFACT Indie Video of the Year にノミネートされ、コンピレーションアルバム『Big Shiny Tunes 14』にフィーチャーされた。
2009年2月22日、エドモントンのスターライト・ルームにて行われた『Hometown / 邦題：ホームタウン』のアルバムリリースパーティー中、バンドはその公演がライブDVDとして録画されている事を告知。その後バンドは、次のレコードのリリース時期にDVDがリリースされることを明らかにした。
アルバムと対応して、バンドはカナダ、日本、ヨーロッパ、アメリカを、A Day To Remember、You Me At Six、Silverstein、Theory of a Deadman とツアーをした。さらに彼らは、The Bamboozle、1000 Islands Music Festival、Virgin Festival (モントリオール) を含む色々なフェスティバルで公演をした。

## Better Off / 邦題：ベター・オフ: 2011 - 2014
彼らは3枚目のスタジオフルレングスアルバムを、9月19日にオーストラリアとヨーロッパではハッスル・レコーズから、9月20日にカナダではブラック・ボックス・レコーディングスから、9月21日に日本ではブリオンからリリースした。バンドは、ファーストシングル「Young Classics」のミュージック・ビデオをエドモントンにあるダートバイク場で撮影した。
2012年1月にアジア各国でシンプル・プランとの帯同ツアーを開始、2度目の来日公演を果たす。日本公演終了後は、カナダへ一時帰国し「Better Off」のビデオを収録。
2月1日から2月19日まで、アメリカで、The Dangerous Summer の 『War Paint』 tour に参加。Weatherbox, Divided By Friday と共に公演。
その後、2月27日から3月4日まで、UKにてLYUと公演。
再びアメリカに入り、3月8日から3月18日まで、The Dangerous Summer、Divided By Friday, Weather boxと共に公演を行う。
その後の公演は3月21日から4月14日まで、The TerminaTourと称して The Dangerous Summer, Brighter Brightest, The Red Threat と共に地元、カナダを回った。
4月28日、Group of the Year、Album of the Year、Rock Album of the Year、People's Choice の4部門にノミネートしていた 2012 Edmonton Music Awardsにおいて、Group of the Year を受賞した。
6月16日から7月3日にかけてWARPED TOUR　2012で多数のアーティストとアメリカで公演した。
2011年に発売された『Better Off” - Studio Documentary DVD』が、2013 Juno AwardsのMusic DVD of The Yearにノミネートした。
2014年2月26日（現地時間2月25日）、バンドは、今後新しいアルバムのリリースと、5月に行われるファイナルツアー以降バンド活動をしないことを公表した。
3月28日から最後のカナダでのツアー「THE LAST CALL」を始め、4月28日には未発表曲を含めたアルバム『Unreleased』をリリース。5月24日の公演を最後に、活動を停止した。
メンバーのその後に関しては、Daniel CarriereとSandy MacKinnonは、Royal Tuskのメンバーとして、Craig Spelliscyは、Secret Rivalsのメンバーとして、バンド活動を続ける。Andrew Usenikは、以前から勤めている土地開発関係の会社へ、Patrick Birtlesは、ピザのフランチャイズ経営に係わる予定。

## メンバー
- Andrew Usenik – ボーカル
- Daniel Carriere – ギター/バックボーカル
- Craig Spelliscy – ギター/バックボーカル
- Sandy MacKinnon – ベース
- Patrick Birtles – ドラム

## ディスコグラフィ
| 年     | アルバム詳細 | 最高順位 |
| 年     | アルバム詳細 | カナダ   |
| ------ | --- | -------- |
| 2006年 | Count Yourself In / 邦題：カウント・ユア・セルフ・イン - 発売日: 2006年10月10日 カナダ - ジャンル: オルタナティブ・ロック - レーベル: ブラックボックス・レコーディングス, ブリオン・レコーズ - 様式: CD, デジタル・ダウンロード                                                             | 98       |
| 2009年 | Hometown / 邦題：ホームタウン - 発売日: 2009年1月27日 カナダ、2009年12月23日 日本、 - ジャンル: オルタナティブ・ロック - レーベル: ブラックボックス・レコーディングス, ブリオン・レコーズ, アティックス・ブラック・ミュージック - 様式: CD, デジタル・ダウンロード                          | 16       |
| 2011年 | Better Off / 邦題：ベター・オフ - 発売日: 2011年9月19日 オーストラリアとヨーロッパ、2011年9月20日 カナダ、2011年9月21日 日本、 - ジャンル: オルタナティブ・ロック - レーベル: ブラックボックス・レコーディングス, ブリオン・レコーズ, ハッスル・レコーズ - 様式: CD, デジタル・ダウンロード | N/A      |
| 2014年 | Unreleased - 発売日: 2014年4月28日 - ジャンル: Rock, Music - 様式: デジタル・ダウンロード | N/A      |

### EP
- Your Famous Last Words (2002年)
- One More for the Road (2004年)
- The Virtual EP (2008年)

### シングル
| 2006年                                       | 「Suck It Up, Princess」         | —  | —  | 『Count Yourself In 邦題：カウント・ユア・セルフ・イン』 |
| 2007年                                       | 「Count Yourself In」            | —  | —  | 『Count Yourself In 邦題：カウント・ユア・セルフ・イン』 |
| 2007年                                       | 「Old Habits Die Hard」          | —  | —  | 『Count Yourself In 邦題：カウント・ユア・セルフ・イン』 |
| 2007年                                       | 「Avenue Days」                  | —  | —  | 『Count Yourself In 邦題：カウント・ユア・セルフ・イン』 |
| 2008年                                       | 「Life Times」                   | —  | —  | 『Hometown 邦題：ホームタウン』                          |
| 2009年                                       | 「Welcome to Wherever You Are」  | —  | —  | 『Hometown 邦題：ホームタウン』                          |
| 2009年                                       | 「Every Day」 (featuring Lights) | —  | —  | 『Hometown 邦題：ホームタウン』                          |
| 2011年                                       | 「Young Classics」               | 22 | 37 | 『Better Off 邦題：ベター・オフ』                        |
| 2012年                                       | 「Better Off」                   | —  | —  | 『Better Off 邦題：ベター・オフ』                        |
| 2012年                                       | 「Runaway」                      | —  | —  | 『Better Off 邦題：ベター・オフ』                        |
| "—" チャート入りしなかったリリースを意味する |                                  |    |    |                                                          |

### Music videos
| 年     | タイトル                        | 収録アルバム          | MuchMusic Countdown | ディレクター         |
| ------ | ------------------------------- | --------------------- | ------------------- | -------------------- |
| 2006年 | 「Suck It Up, Princess」        | 『Count Yourself In』 | —                   | Colin Minihan        |
| 2007年 | 「Count Yourself In」           | 『Count Yourself In』 | —                   | Colin Minihan        |
| 2007年 | 「Old Habits Die Hard」         | 『Count Yourself In』 | 19                  | Colin Minihan        |
| 2007年 | 「Avenue Days」                 | 『Count Yourself In』 | —                   | Colin Minihan        |
| 2008年 | 「Life Times」                  | 『Hometown』          | 15                  | Colin Minihan        |
| 2009年 | 「Welcome To Wherever You Are」 | 『Hometown』          | 10                  | Marc Ricciardelli    |
| 2009年 | 「Every Day」(featuring LIGHTS) | 『Hometown』          | 12                  | Sean Michael Turrell |
| 2011年 | 「Young Classics」              | 『Better Off』        | —                   | Michael Maxxis       |
| 2012年 | 「Better Off」                  | 『Better Off』        | —                   | Ben Knechtel         |
| 2012年 | 「Runaway」                     | 『Better Off』        | —                   | Chady Awad           |

### DVD
- 『“Better Off” - Studio Documentary DVD 』 (2011)

## 賞とノミネーション
| 賞                                | 年     | 部門                                                              | ステイタス |
| --------------------------------- | ------ | ----------------------------------------------------------------- | ---------- |
| MuchMusic Video Awards            | 2007年 | Best Independent Video / 「Count Yourself In」                    | ノミネート |
| Canadian Radio Music Awards       | 2008年 | Rock Song of the Year/ 「Count Yourself In」                      | ノミネート |
| Canadian Independent Music Awards | 2008年 | Rock Band of the Year                                             | ノミネート |
| MuchMusic Video Awards            | 2009年 | MuchLOUD Rock Video of the Year / 「Life Times」                  | ノミネート |
| Juno Awards                       | 2010年 | New Group of the Year                                             | ノミネート |
| MuchMusic Video Awards            | 2010年 | MuchFACT Indie Video of the Year / 「EVERY DAY」                  | ノミネート |
| Edmonton Music Awards             | 2012年 | Group of the Year                                                 | 受賞       |
| Edmonton Music Awards             | 2012年 | Album of the Year / 『Better Off』                                | ノミネート |
| Edmonton Music Awards             | 2012年 | Rock Album of the Year / 『Better Off』                           | ノミネート |
| Edmonton Music Awards             | 2012年 | People's Choice                                                   | ノミネート |
| Juno Awards                       | 2013年 | Music DVD of The Year / 『“Better Off” - Studio Documentary DVD』 | ノミネート |

## 来日公演
2010年
TEN SECOND EPIC JAPAN TOUR ～EXTRA SHOW～
2月15日 - 渋谷eggman
FACT JAPAN TOUR - オープニングアクトとして
2月8日 - 東京 渋谷0-EAST
2月9日 - 東京 渋谷CLUB QUATTRO
2月11日 - 名古屋CLUB QUATTRO
2月12日 - 大阪心斎橋CLUB QUATTRO
インストア・アコースティックライブ＆サイン会
2月10日 - タワーレコード名古屋近鉄パッセ店
2月14日 - タワーレコード吉祥寺店
2月17日 - タワーレコード横浜モアーズ店
2月18日 - HMV池袋メトロポリタンプラザ店
2012年
Simple Plan - オープニングアクトとして
1月21日 - 横浜 BAY HALL
1月22日 - SHIBUYA-AX
1月23日 - SHIBUYA-AX
1月25日 - 名古屋 CLUB QUATTRO
1月26日 - なんば Hatch
インストア・アコースティックライブ＆サイン会
1月24日 -  HMV新宿ルミネエスト

## そのほか
2008年10月16日、カナダ オンタリオ州 オタワの Mavericks Bar で、テン・セカンド・エピックは Andrew の病気（喉の感染症と扁桃炎 の併発）によって6年目にして初めてヴォーカルなしでの公演を行った。キャンセルをするには遅すぎると判断し、一緒に歌を歌うため、ファンをステージ上に招待した。
テン・セカンド・エピック公式の Street Team のウェブサイトは2008年11月30日に運営開始。tsestreetteam.webs.com
日本語版の「テン・セカンド・エピック」は、英語版 Ten Second Epic より和訳転載・加筆しています。